# Николай Якубовски
Николай Фьодорович (Феодорович) Якубовски (на руски: Николай Федорович Якубовский) е руски дипломат, служил на Балканите и в Близкия Изток в края на XIX – началото на XX век.

## Биография

### Образование
Роден е в 1807 година в Орел в семейството на обеднелия полски шляхтич Фьодор Иванович Якубовски. Завършва Орловската мъжка гимназия. В 1831 година започва да учи медицина в Московския университет, но в 1834 година изоставя Медицинския отдел и в 1836 година завършва Историко-филологическия отдел. На 8 февруари 1842 година постъпва в Учебното отделение за източни езици при Азиатския департамент на Министерството на външните работи.

### Консулски служител
На 5 юни 1846 година постъпва на действителна служба в МВнР и получава назначение в османската столица Цариград. На 26 април 1848 година е назначен за драгоманин в руското консулство в Дарданелия, където служи 5 години. На 11 септември 1853 година канцлерът Неселроде го назначава за секретар на Генералното консулство в Белград и е произведен в титулярен съветник. При избухването на Кримската война, Якубовски е изпратен като преводач в Мала Влахия в щаба на Маловлахийския отряд на генерал Павел Липранди и участва в сражения като проявява храброст. След изтеглянето на отряда от Дунавските княжества е преводач в дипломатическата канцелария при Южната армия. Получава орден „Свети Станислав“ III степен и медал „В памет на войната 1853 - 1856“.
След края на войната, по заповед на новия министър Александър Горчаков е назначен в Международната комисия за новата граница в Бесарабия. Получава орден „Света Ана“ III степен. След края на работата на комисията, на 7 юли 1856 година се връща на предвоенния си пост секретар на Генералното консулство в Белград. На 27 февруари 1858 година става секретар на Генералното консулство в Константинопол. В 1864 година получава орден „Свети Станислав“ II степен.

### Консул в Битоля
През декември 1864 година е назначен за руски консул в Битоля и през май 1865 година получава от Михаил Хитрово шифрите, печата, касата и книжата на консулството. Битоля по това време е важен център в Османската империя - в нея е седалището на Румелийския еялет, Военното командване Румелия и консулствата на Великобритания, Австрия и Гърция.
В Битоля Якубовски трябва да работи в условията на засиленото след Кримската война и Хатихумаюна българско църковно движение. Инструкциите на руското външно министерство са да се поддържат българските искания за национален клир, богослужение на славянски и новобългарско училище, но същевременно да се пази църковното единство на православните на Балканите. Предходникът на Якубовски Хитрово активно поддържа стремежите на битолските българ за българска просвета и славянско богослужение - през лятото на 1864 година в новопостроената църква „Света Неделя“ и в отсъствието на митрополит Венедикт Пелагонийски, за пръв път се служи на славянски.
Якубовски продължава политиката на Хитрово, но действа по-спокойно, като се старае да не влиза в търкания нито с османските власти, нито с митрополит Венедикт. При пристигането си пише, че населението на града се състои от „турци, погърчени власи и българи“, като добавя, че българите пишат на български с гръцки букви, и че „между българите от нисшите класи се изразява желание, но не съвсем енергично, да има богослужение на родния език и да се основе българско училище“. Якубовски поддържа битолските български първенци в стремежа им да се развива българското образование. Българите изпращат в Пелагонийската митрополия подобно искане в началото на есента на 1865 година, но то остава неизпълнено. Якубовски моли посланика в Цариград граф Николай Игнатиев да се застъпи за българските искания в Битоля, като обърне внимане на патриарх Софроний III Константинополски и на митрополит Венедикт Пелагонийски, който по това време е в столицата, за необходимостта тези искания да се удовлетворят. И преди Коледа на 1865 година в централното гръцко учлище в Битоля е открита „катедра за български език“, като за български учител е назначен Йован Жинзифов.
Митрополит Венедикт постепенно влиза в конфликт с битолските власи и започва да търси подкрепа от българите - позволява им да назначат епитропи на „Света Неделя“ и позволява образование на български. Заради тази политика е уволнен в 1869 година и заменен с митрополит Партений. Партений заема много по-неотстъпчива позиция - връща „Света Неделя“ на власите и изгонва българските свещеници. В отговор новооснованата Битолска българска община на 23 октомври 1869 година отказва да признае, нито Партений, нито патриарх Григорий VI. Якубовски първи признава Битолската българска община и я поддържа материално. Освен това той отправя молба до Игнатев книги и учебници за българските училища, като я мотивира с обезпокоителното засилване на гръцката пропаганда. Със същата мотивировка Игнатиев я препраща на Азиатския департамент. Якубовски изпраща в Русия да учи Царевна Миладинова, дъщерята на Димитър Миладинов, като я снабдява с пари и препоръчителни писма.
Якубовски разполага със сума от 5000 сребърни рубли, които според отчетите му той харчи за издръжка на българските училища, църкви, болници, учители, свещеници, бедни вдовици, сираци, жени  на затворници. Така например издръжка получава семейството на Димитър Миладинов.
Неговите донесения за зулумите на местните мюсюлмани веднага са представяни пред Високата порта и така до някаква степен той способства за подобрение на живота на местните християни и намаляване на произвола. Така например в началото на декември 1866 година Якубовски съобщава на Игнатиев, че в село Лажец местните мюсюлмани след многобройни заплахи да се спре строежа на нова църква, за която има ферман, разбиване на стъкла и врати, прекъснати богослужения, накрая запалват и напълно разрушават храма. Местните жители изпращат молба до валията Тефик паша, който я отправя в Битолския меджлис. След дълго съдебно произвоство на обвинените турци им е позволено да се върнат в Лъжец, а на християните им е заявено, че жалбата им не може да бъде удовлетворена. В същия декември 1866 година Якубовски донася на Игнатиев за произвола на корчанския каймакамин Тефик бей, който пристига в Сятища, по време на сватба и взима всички музиканти да му свирят, а когато домакинът на сватбата го моли да не разваля тържеството, Тефик бей го убива, а много от гостите на сватбата са оковани и откарани в Корчанския затвор. За същия случай докладва и австрийският консул Петер Окули. Вследствие Тефик бей, силно скастрен от Портата, иска от Якубовски обяснение, който му отговаря, че това е неговият дълг - да брани християните от несправедливостите на местните власти.
В Битоля Якубовски води борба и с католическата пропаганда. В града от 1856 година има лазаристка мисия, начело с абат Жозеф-Жан Лепавек (1806 - 1875). Те откриват училище, в което привличат деца от планинските села като Стругово. В 1866 година в града пристига и българският униатски епископ Рафаил Попов. Лепавек се опитва да превърне училището в гимназия, но при административното преустройство от 1867 година проектът пропада и Лепвек е преместен.
Якубовски събира разнообразни икономически, демографски, етнографски и военни сведения за региона. В периода на Критското въстание (1866 - 1869) въпреки увеличените мерки за сигурност, Якубовски изпраща доклади за въоръженето, подготовката, придвижването и числеността на войските в Битоля. Консулът е следен активно от властите и работата му е възпрепятствана не само от османците, но и от конкурентните западни консули в града, както и от католическите мисионери.
В периода 1868 – 1869 година като консул в Битоля го замества временно изпълняващият длъжността Н. Н. Четверухин.

### Консул в Солун
На 13 ноември 1871 година Игнатиев нарежда на Якубовски временно да поеме и Солунското консулство, заради четиримесечен отпуск на консула Константин Леонтиев. Но сложността на солунските дела налагат Якубовски постоянно да присъства в Солун. Битолското консулство, при отсъствието му, е поверено на драгоманина А. Лапе (Лаппе), нает на служба още в 1861 година от Хитрово. Якубовски обаче задържа шифрите и печатите и сам пише докладите и от Солун и от Битоля. Едва през септември 1873 година в Битоля пристига новият консул Виктор Максимов, на когото Якубовски предава консулството.
Предходникът му в Солун Константин Леонтиев пише за него:
| „ | Якубовски беше стар естет и романтик и разбираше всичко красиво, изящно, изразително и силно и беше на всичко такова безкористно предан... Той свикна и се сроди с Изтока, но в сърцето си оставаше пламенно руски човек и на всичко руско се радваше лудо... Якубовски, въпреки своите над 60 години, беше най-милият, забавен, благороден и даже млад приятел. Той умря от простуда на 63 години след бала у английския консул, където танцува до зори. Но като консул той беше невероятно лекомислен и равнодушен до момента, в който дълбоко не се засягаше руският му патриотизъм. Енергията му беше неизтощима. Но тя беше някак от личен, а не от държавен характер. Прослужил над 30 години в Изтока, той се хвалеше, че пише политически донесения много рядко и предимно хваща перото три пъти в годината, когато трябва да се дава отчет за извънредните издръжки на консулството. | “ |

Якубовски умира в Солун на 16 юли 1874 година. Погребан е според завещанието му в руския атонски манастир „Свети Пантелеймон“.